# Mala racha
Mala racha es una película uruguaya de 2001. Dirigida por Daniela Speranza, es una comedia dramática protagonizada por Roberto Suárez, Rosana López, Laila Reyes, Mario Ferreira, Walter Speranza, Lydia Chipas y Eduardo Migliónico, sobre las historias de cuatro montevideanos y su mala suerte en las máquinas tragamonedas.

## Protagonistas
- Roberto Suárez
- Rosana López
- Laila Reyes
- Mario Ferreira
- Walter Speranza
- Lydia Chipas
- Eduardo Migliónico

## Premios
- Festival Cinematográfico Internacional del Uruguay (2001): premio Félix Oliver y premio al mejor largometraje de ficción en el Espacio Uruguay.
- Asociación de Críticos de Cine del Uruguay (2002): mejor guion nacional.[2]